# Đảo Zubchaty
Zubchaty (tiếng Nga: Зубчатый) là một hòn đảo không có người ở trong vịnh Shelikhov thuộc phía đông bắc biển Okhotsk. Hòn đảo nằm ở phía đông của vịnh Penzhina. Hòn đảo có đỉnh hình răng cưa.
Đảo Zubchaty thuộc huyện Tigilsky của vùng Kamchatka, ở vùng Viễn Đông Nga.

## Lịch sử
Các tàu đánh cá voi Mỹ đã thăm dò tìm cá voi đầu cong ngoài khơi đảo từ năm 1863 đến năm 1889. Những người đánh bắt cá voi đã gọi hòn đảo là Đảo Crag.